# Parc Nacional del Karst Eslovac
El Parc Nacional del Karst Eslovac - (eslovac) Národný park Slovenský kras - és un dels nou parcs nacionals d'Eslovàquia. Es troba al sud-est del país, al Karst Eslovac. Forma part administrativament dels districtes de Gelnica, Rožňava i de Košice-okolie, a la regió de Košice.
Té una superfície de 346,11 km² i una zona perifèrica de 117,41 km². Es creà l'1 de març del 2002 després de ser una àrea de paisatge protegida des del 1973. El Karst Eslovac és la primera reserva de la biosfera eslovaca des de l'1 de març del 1977, quan fou inclosa en el programa Home i Biosfera de la UNESCO. El 1995, 12 de les més de 700 coves del parc foren reconegudes com a Patrimoni de la Humanitat.